# 平山笑美
平山 笑美（ひらやま えみ、9月24日 - ）は、日本の女性声優。東京都出身。フリー。

## 略歴
小学2年生の頃に見ていたアニメにおいて、「なぜ絵がしゃべるのか?」と母に尋ねた際、「声優という職業の人が声を当てている」と教えられ、アニメの登場人物を演じることが出来るのかと衝撃を受けたという。
高校時代は演劇部に所属し、ダンススクールにも通っていた。その後は養成所に通いつつ、カラオケ屋やお惣菜屋等でアルバイトをしていた。
東京ダンス&アクターズ専門学校卒、RAMS Professional Education出身。2013年3月までラムズ所属、2018年7月までスペルバウンド所属。フリーの期間を経て、2020年9月よりフラクタルスタジオ（ハイドの子会社）に所属。
2018年10月には、声優の桐谷蝶々と共同でオンラインサロン「Fluffy party」を開設した。
2019年にクラウドファンディングを行い、1stアルバム「PIRAMIRiSE」を制作した。リターンとして支援者に配布されたほか、通常盤が一般流通品として発売された。2020年も同様に2ndアルバム制作のクラウドファンディングプロジェクトを立ち上げるが、連動イベントの中止やグッズ担当スタッフと音信不通となっており、11月8日にグッズ関連の作業が進められない状況であることを謝罪した他、12月21日に責任者の細江慎治が状況説明にあたる事態となった。2022年1月21日に「Seasonal Step」で一般発売した。
2022年4月1日、Twitterにて3月31日でフラクタルスタジオを退所し、フリーランスになったことを発表した。
長らく八王子市に居住していたが、2022年11月に八王子市から転出した。

## 人物
自身の声については「耳をくすぐるような声」、「癒し系」などと言われているという。
動物役、妖精役や清楚な女の子および『アイドルマスター ミリオンライブ!』の北上麗花のようなフワッとした女の子役など、幅広い役柄を演じている。
趣味はカラオケ、猫の動画鑑賞。特技はオセロ、表面張力・歌う事。
兄がいる。

## 出演
太字はメインキャラクター。

### テレビアニメ
2009年
- 炬燵猫（バーバラ〈ビッタ〉）

2010年
- 食パンミミー（パンサムくん）

2011年
- ソッキーズ フロンティアクエスト（サム、ハナ、ミスブラボー 他）

2012年
- パンダのたぷたぷ（たぷたぷ）

2013年
- にゃんぷくにゃるま（はんじょう君）
- ぬっこ。NUKKO（しっこ、グロリアス）
- 恋愛ラボ（新入生、一年女子、女子生徒、小学校の先生、女子）

2014年
- 猫のダヤン（2014年 - 2015年、ジタン） - 2シリーズ

2015年
- ナルどマ（斉藤さん、こめたろう、園内放送、ナレーション）
- ハッピージョージ（肉巻オニギリ）
- きょーふ!ゾンビ猫（ゾンビ猫、ナレーション）
- 猫絵日記（猫嫌いの家に生まれた猫好きが猫と暮らす絵日記）

2016年
- テラフォーマーズ リベンジ（ペギー・フォーティ、ジーナの友人、通信員）
- ちょびっとづかん（ホトケアカバネ）

2017年
- クイズとき子さん（おかあちゃん）
- ユラユラすいぞくかん（アザラシ 他）
- ウパプロ（ウパオ 他）
- 異世界はスマートフォンとともに。（レイン）

2018年
- メルヘン・メドヘン（2018年 - 2019年、エヴァ）
- かくりよの宿飯（松、管子猫C、仲居A）
- ニル・アドミラリの天秤（淀川春）

2020年
- まるまるマヌル（チャトラくん）
- キングスレイド 意志を継ぐものたち（2020年 - 2021年、ローレイン）

2021年
- 魔術士オーフェンはぐれ旅 キムラック編（アナスタシア）
- テスラノート（少年エルモ）

2022年
- お昼のショッカーさん（ドクガンダー）

2023年
- はめつのおうこく（ミア）
- アイドルマスター ミリオンライブ！（北上麗花）

2024年
- ハズレ枠の【状態異常スキル】で最強になった俺がすべてを蹂躙するまで（戦場浅葱）

### 劇場アニメ
- ダヤンとジタン（2019年、ジタン[32][33]）

### OVA
- 食パンミミー 焼きたて編（2011年、パンサムくん[34]）
- 第7回東方M-1ぐらんぷり（2012年、蘇我屠自古、風見幽香）※同人アニメ
- 第8回東方M-1ぐらんぷり（2013年、茨木華扇、風見幽香）※同人アニメ
- 第10回東方M-1ぐらんぷり（2015年、ルーミア、茨木華扇）※同人アニメ

### Webアニメ
- サク読ミ〜話題の本を読んだも同然〜（女性）
- だめんず・うぉ〜か〜 THE アニメ（2010年、渡辺ヨーコ、ダメンズウォ〜カ〜な女子）
- ロボットガールズZ プラス（2015年、翔ちゃん〈ゲッター翔〉[35]）
- たちあがれ!オークさん ボイスコミック（2017年、イネス）
- デスティニーチャイルド（2018年、司陽子、シャルル）

### ゲーム
時期不明
- アイコレ（藤波綾）
- キノスワールド（ファイター、マリー）

2010年
- けい☆てん 〜ハトでもわかる激萌え麻雀〜（清丸千尋）
- L@ve once（2010年 - 2012年、千鳥凛沙）- 3作品

2013年
- アイドルマスター ミリオンライブ!（2013年 - 2017年、北上麗花）
- 幻獣姫（アベル）

2014年
- ウチの姫さまがいちばんカワイイ（オンディーヌ）
- しんぐんデストロ〜イ!（乃木坂美璃、北上麗花、翔ちゃん、でもにか）
- 巫女の社（天野彩有里）
- ロボットガールズZ ONLINE（翔ちゃん〈ゲッター翔〉、でもにか〈無敵要塞デモニカ〉）

2015年
- 小林が可愛すぎてツライっ!! ゲームでもキュン萌えMAXが止まらないっ(*´ェ`*)（竹中紫乃）

2016年
- 100％おれんじじゅ～すっ！ - ブレイカーパック（スターブレイカー）
- 罪喰い〜千の呪い、千の祈り〜（田井素子）
- ソラヒメ ACE VIRGIN -銀翼の戦闘姫-（P-35、ミラージュ5）
- 拡張少女系トライナリー（卯月神楽）

2017年
- ガルフト！（五十嵐林檎）
- Sid Story（クローバー・ウォルテール）
- アイドルマスター ミリオンライブ! シアターデイズ（2017年 - 2024年、北上麗花）
- バルディリア戦記（レティア）

2018年
- デスティニーチャイルド（シャルル）
- キングスレイド（ローレイン、ドザルタ）

2020年
- アリアクロニクル（エマ）
- プロジェクトセカイ カラフルステージ! feat. 初音ミク（2020年 - 2021年、幼い冬弥、内山唯奈）

2021年
- リネージュ2M（エンジ 他）

2022年
- ブルーアーカイブ -Blue Archive-（2022年 - 2024年、合歓垣フブキ）

2023年
- 六本木サディスティックナイト（立花マコ）

2024年
- けものティータイム（ジャム）

### ドラマCD
2008年
- THOR CODE（南辻都）

2009年
- シュヴァリエ -月の姫と竜の騎士-（メイド、女の子）

2010年
- Barico ドラマCD第2弾「子猫狂詩曲 -kitten rhapsody-」（ねこ）

2014年
- あやがみっくす（斎晴夏）
- Pinky☆Distortion（保志瑞希）

2015年
- アイドルマスター ミリオンライブ! シリーズ（2015年 - 、北上麗花）

2016年
- ドラマCD「フレラジ☆」（桃井桜）

### デジタルコミック
- カフェちゃんとブレークタイム（ラムネ）

### 吹き替え
- キリングフィールズ（シーラ）
- 今宵天使が舞い降りる（シャオユン、ユエ、メイツ、シアンチ 他）
- タイム パニック（サバンナ）
- 名探偵ポワロ
  - コックを捜せ（アニー）
  - 4階の部屋（ミルドレッド）
- ショップキンズ: シェフ・クラブ（ペパーミント）
- ショップキンズ: ワールド・バケーション（ペパーミント、ジュールズ・ショッキン女王）
- ショップキンズ: ワイルド（ペパーミント）
- ウィーリー ヒロイン救出大作戦!!（ベラ）
- SHADOW/影武者（2019年、シャオ・アイ〈スン・リー〉）
- ドリーム・ビルダーズ  ミナと秘密の夢工場（2020年、ヘレン[51]）
- グンダラ ライズ・オブ・ヒーロー（2021年、ウラン〈タラ・バスロ〉[52]）
- マティアス&マキシム（2021年、リサ[53]）
- エクソシスター（2021年、ローズ）
- 1/8 -ハチブンノイチ-（2021年、キャロル）
- LAST PARTY ラスト・パーティー（2021年、ジュリア）
- トラップガールズ 美しい獲物（2021年、看護師）
- ハッピーウェディング 幸せの法則（2021年、メル）
- メドゥーサ デラックス（2024年、エッツィ〈デブリス・スティーブンソン〉[54]）
- パフィンの小さな島（2025年、モッシー[55]）

### ナレーション
- CM『D.C.III 〜ダ・カーポIII〜』

### ラジオ
※はインターネット配信。
- AGC38のえーじーしーラヂヲ（2011年、HiBiKi Radio Station※）
- AGC38 WebRadioStation（2011 - 2012年、ニコニコ動画※）
- メグ伯爵と秘密の庭 - アシスタント（2011年 - 2012年、HiBiKi Radio Station※）
- あやがみっくす放送局（2014年 - 2015年、スペルバウンド公式チャンネル※）[56]
- 桐谷蝶々と平山笑美のチョクラジ！（2018年、「チョクメ！」公式サイト※）[57]
- Fluffy radio（2018年 - 2024年、DMMオンラインサロン「Fluffy party」※）[58][59]

### インターネット番組
- 平山笑美のぽっち・ぼっち（2022年 - ニコニコチャンネルプラス）[60]

### ラジオドラマ
- 御戯れ（メイドのエミリー）

### 映像商品
- THE IDOLM@STER MILLION LIVE! 3rdLIVE TOUR BELIEVE MY DRE@M!! LIVE Blu-ray 05@FUKUOKA（2017年）[61]
- THE IDOLM@STER MILLION LIVE! 4thLIVE TH@NK YOU for SMILE! LIVE Blu-ray（2018年）[62][63]
- THE IDOLM@STER 765 MILLIONSTARS HOTCHPOTCH FESTIV@L!! LIVE Blu-ray[64]
- Animelo Summer Live 2018 “OK!" Blu-ray（2019年、アイドルマスターミリオンライブ！ミリオンスターズとして出演）[65]
- THE IDOLM@STER MILLION LIVE! 5thLIVE BRAND NEW PERFORM@NCE!!! LIVE Blu-ray（2019年）[66]
- THE IDOLM@STER MILLION THE@TER WAVE 01 Flyers!!! 【BD映像特典】ミリシタ感謝祭[67]
- THE IDOLM@STER MILLION LIVE! 6thLIVE TOUR UNI-ON@IR!!!! LIVE Blu-ray Angel STATION @SENDAI（2020年）[68]
- THE IDOLM@STER MILLION LIVE! 6thLIVE TOUR UNI-ON@IR!!!! SPECIAL LIVE Blu-ray（2020年）[69]
- バンダイナムコエンターテインメントフェスティバル 2days LIVE Blu-ray（2020年、アイドルマスター ミリオンライブ！ ミリオンスターズとして出演）[70]
- THE IDOLM@STER MILLION LIVE! 7thLIVE Q@MP FLYER!!! Reburn LIVE Blu-ray DAY1（2022年）[71][72][73]
- THE IDOLM＠STER MILLION LIVE! 8thLIVE Twelw@ve LIVE Blu-ray DAY2（2022年）[74][75]
- THE IDOLM@STER M@STERS OF IDOL WORLD!!!!! 2023 Blu-ray PERFECT BOX!!!!!（2023年）[76]
- THE IDOLM@STER MILLION LIVE! 9thLIVE ChoruSp@rkle!! LIVE Blu-ray DAY1（2024年）[77][78]

### 実写
- 正しい王子のつくり方 (他校の生徒、コンテストの観客)
- うた魂♪ (七浜高校合唱部員)
- WFP国連世界食糧計画を支援するチャリティーコンサート（MC）
- グランド進路フェスタ'08「高校生ダンスコンテスト」（MC）
- 目指せロンドン!! 2012ストリートハンドボール（MC）
- Live@Radio（MC）

### 舞台
- LIPS*S 2013 Autumn Theater 『See You』（ソラ）[79]
- 爆走おとな小学生『初等教育ロイヤル』（2019年6月20日 - 23日、ABCホール）  - 教頭 役
- 『Re:Union』長崎チカ

### その他コンテンツ
- アニメ天国 占いコーナー『NEO HAKKENDEN』（犬坂毛野、犬川荘助）
- メディアミックスプロジェクト『AGC38』（2010年、篠山小春）
- パチンコ『Pフィーバー アイドルマスター ミリオンライブ!』（2021年、北上麗花[80]）
- パチスロ『パチスロ アイドルマスター ミリオンライブ!』（2021年、北上麗花[81]）

## ディスコグラフィ

### シングル
|     | 発売日         | タイトル         | 規格品番  | 備考                                                     |
| --- | -------------- | ---------------- | --------- | -------------------------------------------------------- |
| 1st | 2020年7月31日  | PIRAMIRiSTAR     | SRIN-1170 |                                                          |
| 2nd | 2023年10月24日 | New Anniversary! |           |                                                          |
| 3rd | 2024年9月29日  | PARADIGM CHANGE  | MUEA-1024 | 自身初のシングル目的で リリースするために 制作された楽曲 |

### アルバム
|     | 発売日         | タイトル      | 規格品番  |
| --- | -------------- | ------------- | --------- |
| 1st | 2019年11月22日 | PIRAMIRiSE    | SRIN-1163 |
| 2nd | 2022年1月21日  | Seasonal Step | SRIN-1180 |

### キャラクターソング
| 発売日   | 商品名                                                                       | 歌 | 楽曲 | 備考                                                                   |
| 2011年   | 2011年                                                                       | 2011年 | 2011年 | 2011年                                                                 |
| -------- | ---------------------------------------------------------------------------- | --- | --- | ---------------------------------------------------------------------- |
| 5月25日  | S@ng once                                                                    | 千鳥凛沙（平山笑美） | 「First Love」 | ゲーム『L@ve once -mermaid's tears-』関連曲                            |
| 7月15日  | それって♥だからね！                                                          | AGC38 | 「それって♥だからね！」 | 『AGC38』テーマソング                                                  |
| 7月15日  | それって♥だからね！                                                          | 篠山小春（平山笑美）、坂尻桃花（杉山茜）、有澤美鈴（古池由季） | 「For the Person」 | 『AGC38』関連曲                                                        |
| 10月26日 | メロコア女子流                                                               | BUNNY THE PARTY feat.AGC38 | 「LOVEマシーン」 | 『AGC38』関連曲                                                        |
| 2012年   |                                                                              | | |                                                                        |
| 4月18日  | およげ!たいやきくん by AGC38 feat. 東京ブラススタイル                        | AGC38 feat.東京ブラススタイル | 「およげ!たいやきくん」 「およげ!たいやき ヤキヤキ音頭」 | 『AGC38』関連曲                                                        |
| 10月3日  | 晴れの日はねこようび                                                         | 篠山小春（平山笑美） | 「晴れの日はねこようび」 | 『AGC38』関連曲                                                        |
| 2013年   |                                                                              | | |                                                                        |
| 4月24日  | THE IDOLM@STER LIVE THE@TER PERFORMANCE 01 Thank You!                        | 765 MILLIONSTARS | 「Thank You!」 | ゲーム『アイドルマスター ミリオンライブ！』テーマソング                |
| 4月24日  | THE IDOLM@STER LIVE THE@TER PERFORMANCE 01 Thank You!                        | 765THEATER ALLSTARS | 「Thank You!」 | ゲーム『アイドルマスター ミリオンライブ！』テーマソング                |
| 4月30日  | Code:C                                                                       | 篠山小春（平山笑美） | 「晴れの日はねこようび」 | 『AGC38』関連曲                                                        |
| 9月25日  | THE IDOLM@STER LIVE THE@TER PERFORMANCE 06                                   | 北上麗花（平山笑美） | 「FIND YOUR WIND!」 | ゲーム『アイドルマスター ミリオンライブ！』関連曲                      |
| 9月25日  | THE IDOLM@STER LIVE THE@TER PERFORMANCE 06                                   | 星井美希（長谷川明子）、伊吹翼（Machico）、北上麗花（平山笑美）、ジュリア（寺川愛美） | 「Marionetteは眠らない」 | ゲーム『アイドルマスター ミリオンライブ！』関連曲                      |
| 2014年   |                                                                              | | |                                                                        |
| 9月24日  | THE IDOLM@STER LIVE THE@TER HARMONY 03                                       | クレシェンドブルー | 「Shooting Stars」 「Welcome!!」 | ゲーム『アイドルマスター ミリオンライブ！』関連曲                      |
| 9月24日  | THE IDOLM@STER LIVE THE@TER HARMONY 03                                       | 北上麗花（平山笑美） | 「サマ☆トリ 〜Summer Trip〜」 | ゲーム『アイドルマスター ミリオンライブ！』関連曲                      |
| 2015年   |                                                                              | | |                                                                        |
| 4月29日  | あやがみっくす キャラクターソングス 〜斬・撲・絞〜                           | 斎晴夏（平山笑美） | 「はるか。とおくまで」 | ドラマCD『あやがみっくす』関連曲                                       |
| 6月24日  | しんぐんデストロ〜イ！ キャラクターソング Vol.2                              | 乃木坂美璃（平山笑美） | 「乃木坂ッツ☆魂」 | ゲーム『しんぐんデストロ〜イ!』関連曲                                  |
| 7月29日  | しんぐんデストロ〜イ！ キャラクターソング Vol.4                              | 乃木坂美璃（平山笑美） | 「だいすき☆ときめき☆うさぎのケーキ♡」 | ゲーム『しんぐんデストロ〜イ!』関連曲                                  |
| 9月30日  | THE IDOLM@STER LIVE THE@TER DREAMERS 01 Dreaming!                            | MILLION ALLSTARS | 「Welcome!!」 | ゲーム『アイドルマスター ミリオンライブ！』関連曲                      |
| 10月28日 | THE IDOLM@STER LIVE THE@TER DREAMERS 02                                      | 天海春香（中村繪里子）、春日未来（山崎はるか）、北上麗花（平山笑美）、北沢志保（雨宮天）、ジュリア（愛美）、高槻やよい（仁後真耶子）、所恵美（藤井ゆきよ）、七尾百合子（伊藤美来）、望月杏奈（夏川椎菜）、矢吹可奈（木戸衣吹） | 「Dreaming!」 | ゲーム『アイドルマスター ミリオンライブ！』関連曲                      |
| 10月28日 | THE IDOLM@STER LIVE THE@TER DREAMERS 02                                      | 北上麗花（平山笑美）、北沢志保（雨宮天） | 「piece of cake」 | ゲーム『アイドルマスター ミリオンライブ！』関連曲                      |
| 2016年   |                                                                              | | |                                                                        |
| 1月30日  | THE IDOLM@STER LIVE THE@TER SOLO COLLECTION Vo.03 Dance Edition              | 北上麗花（平山笑美） | 「Marionetteは眠らない」 | ゲーム『アイドルマスター ミリオンライブ！』関連曲                      |
| 7月13日  | アイドルマスター ミリオンライブ! 第4巻 特別版 オリジナルCD                   | 最上静香（田所あずさ）、北上麗花（平山笑美）、北沢志保（雨宮天）、野々原茜（小笠原早紀）、箱崎星梨花（麻倉もも） | 「Flooding」 | 漫画『アイドルマスター ミリオンライブ！』関連曲                        |
| 11月9日  | THE IDOLM@STER THE@TER ACTIVITIES 03                                         | 矢吹可奈（木戸衣吹）、佐竹美奈子（大関英里）、篠宮可憐（近藤唯）、真壁瑞希（阿部里果）、北上麗花（平山笑美） | 「赤い世界が消える頃」 「DIAMOND DAYS」 | ゲーム『アイドルマスター ミリオンライブ！』関連曲                      |
| 2017年   |                                                                              | | |                                                                        |
| 1月11日  | THE IDOLM@STER LIVE THE@TER FORWARD 02 BlueMoon Harmony                      | アクアリウス | 「待ちぼうけのLacrima」 | ゲーム『アイドルマスター ミリオンライブ！』関連曲                      |
| 1月11日  | THE IDOLM@STER LIVE THE@TER FORWARD 02 BlueMoon Harmony                      | BlueMoon Harmony | 「brave HARMONY」 | ゲーム『アイドルマスター ミリオンライブ！』関連曲                      |
| 3月9日   | THE IDOLM@STER LIVE THE@TER SOLO COLLECTION 04 BlueMoon Theater              | 北上麗花（平山笑美） | 「赤い世界が消える頃」 | ゲーム『アイドルマスター ミリオンライブ！』関連曲                      |
| 7月26日  | THE IDOLM@STER MILLION THE@TER GENERATION 01 Brand New Theater!              | 765 MILLION ALLSTARS | 「Brand New Theater!」 | ゲーム『アイドルマスター ミリオンライブ！ シアターデイズ』テーマソング |
| 7月26日  | THE IDOLM@STER MILLION THE@TER GENERATION 01 Brand New Theater!              | 765 MILLION ALLSTARS | 「Dreaming!」 | ゲーム『アイドルマスター ミリオンライブ！ シアターデイズ』関連曲       |
| 12月27日 | THE IDOLM@STER MILLION THE@TER GENERATION 03 エンジェルスターズ              | エンジェルスターズ | 「Angelic Parade♪」 | ゲーム『アイドルマスター ミリオンライブ！ シアターデイズ』関連曲       |
| 12月27日 | THE IDOLM@STER MILLION THE@TER GENERATION 03 エンジェルスターズ              | エンジェルスターズ | 「Brand New Theater!」 | ゲーム『アイドルマスター ミリオンライブ！ シアターデイズ』関連曲       |
| 2018年   |                                                                              | | |                                                                        |
| 1月10日  | 拡張少女系トライナリー キャラクターソングアルバム                            | TRINARY | 「テクトラ！ - Yumemille feuille guruRemiX. -」 「The Truly Lovely Show !!」 | 『拡張少女系トライナリー』テーマソング                                 |
| 1月10日  | 拡張少女系トライナリー キャラクターソングアルバム                            | 卯月神楽（平山笑美） | 「Floccinaucinihilipilificator」 | 『拡張少女系トライナリー』関連曲                                       |
| 1月10日  | FreyMENOW the AnniversaryBest. 〜Wishreal & phobia feat.TRINARY〜            | FreyMENOW（平山笑美） | 「Wishreal 〜第一章 Elkador〜（from.wishreal）」 「Epyllion 〜其は希望と謳う絶望の地での譚詩〜（from.wishphobia）」 「Earthtasia -Requested from Wishreal by ”Loved-One” style-（from.wishreal）」 | 『拡張少女系トライナリー』関連曲                                       |
| 1月10日  | FreyMENOW the AnniversaryBest. 〜Wishreal & phobia feat.TRINARY〜            | FreyMENOW（平山笑美） feat.TRINARY | 「Commiato 〜光は闇へと消え、そして訪れる光〜（from.wishphobia）」 | 『拡張少女系トライナリー』関連曲                                       |
| 4月4日   | THE IDOLM@STER MILLION LIVE! M@STER SPARKLE 08                               | 北上麗花（平山笑美） | 「空に手が触れる場所」 | ゲーム『アイドルマスター ミリオンライブ！ シアターデイズ』関連曲       |
| 4月4日   | THE IDOLM@STER MILLION LIVE! M@STER SPARKLE 08                               | 765 MILLION ALLSTARS | 「Brand New Theater!」 | ゲーム『アイドルマスター ミリオンライブ！ シアターデイズ』関連曲       |
| 6月1日   | THE IDOLM@STER LIVE THE@TER SOLO COLLECTION 06 エンジェルスターズ            | 北上麗花（平山笑美） | 「Shooting Stars」 | ゲーム『アイドルマスター ミリオンライブ！』関連曲                      |
| 6月27日  | THE IDOLM@STER MILLION THE@TER GENERATION 09 4 Luxury                        | 4 Luxury | 「花ざかりWeekend✿」 「RED ZONE」 | ゲーム『アイドルマスター ミリオンライブ！ シアターデイズ』関連曲       |
| 8月29日  | THE IDOLM@STER MILLION THE@TER GENERATION 11 UNION!!                         | 765 MILLION ALLSTARS | 「UNION!!」 「Welcome!!」 | ゲーム『アイドルマスター ミリオンライブ！ シアターデイズ』関連曲       |
| 2019年   |                                                                              | | |                                                                        |
| 4月26日  | THE IDOLM@STER THE@TER SOLO COLLECTION 07 ANGEL STARS                        | 北上麗花（平山笑美） | 「piece of cake」 | ゲーム『アイドルマスター ミリオンライブ！』関連曲                      |
| 7月24日  | THE IDOLM@STER MILLION THE@TER WAVE 01 Flyers!!!                             | 765 MILLION ALLSTARS | 「Flyers!!!」 | ゲーム『アイドルマスター ミリオンライブ！ シアターデイズ』関連曲       |
| 2020年   |                                                                              | | |                                                                        |
| 7月1日   | ターナに贈るLOVESONG! 異世界輸入盤 #2020-04 ＜卯月神楽＞                     | 卯月神楽（平山笑美） | 「The APPLE?」 | 『拡張少女系トライナリー』関連曲                                       |
| 8月26日  | THE IDOLM@STER MILLION THE@TER WAVE 10 Glow Map                              | 765 MILLION ALLSTARS | 「Glow Map」 | ゲーム『アイドルマスター ミリオンライブ！ シアターデイズ』関連曲       |
| 2021年   |                                                                              | | |                                                                        |
| 2月24日  | THE IDOLM@STER MILLION THE@TER WAVE 14 TRICK&TREAT                           | TRICK&TREAT | 「Black★Party」 「フシギトラベラー」 | ゲーム『アイドルマスター ミリオンライブ！ シアターデイズ』関連曲       |
| 5月22日  | THE IDOLM@STER LIVE THE@TER SOLO COLLECTION 08 Angel Stars                   | 北上麗花（平山笑美） | 「花ざかりWeekend✿」 | ゲーム『アイドルマスター ミリオンライブ！ シアターデイズ』関連曲       |
| 7月28日  | THE IDOLM@STER MILLION THE@TER SEASON Harmony 4 You                          | 765 MILLION ALLSTARS | 「Harmony 4 You」 | ゲーム『アイドルマスター ミリオンライブ！ シアターデイズ』関連曲       |
| 7月28日  | THE IDOLM@STER MILLION THE@TER SEASON Harmony 4 You                          | エンジェルスターズ | 「EVERYDAY STARS!!」 | ゲーム『アイドルマスター ミリオンライブ！ シアターデイズ』関連曲       |
| 2022年   |                                                                              | | |                                                                        |
| 2月12日  | THE IDOLM@STER LIVE THE@TER SOLO COLLECTION 09 Angel Stars                   | 北上麗花（平山笑美） | 「Black★Party」 | ゲーム『アイドルマスター ミリオンライブ！ シアターデイズ』関連曲       |
| 6月29日  | THE IDOLM@STER MILLION THE@TER SEASON LOVERS HEART                           | LOVERS HEART | 「空色♡ Birthday Card」 「Harmony 4 You」 | ゲーム『アイドルマスター ミリオンライブ！ シアターデイズ』関連曲       |
| 6月29日  | THE IDOLM@STER MILLION THE@TER SEASON LOVERS HEART                           | 福田のり子（浜崎奈々）、松田亜利沙（村川梨衣）、如月千早（今井麻美）、北上麗花（平山笑美）、高山紗代子（駒形友梨） | 「紙・心・ペン・心-SHISHINPENSHIN-」 | ゲーム『アイドルマスター ミリオンライブ！ シアターデイズ』関連曲       |
| 7月27日  | THE IDOLM@STER MILLION THE@TER SEASON 夢にかけるRainbow                      | 765 MILLION ALLSTARS | 「夢にかけるRainbow」 | ゲーム『アイドルマスター ミリオンライブ！ シアターデイズ』関連曲       |
| 7月27日  | THE IDOLM@STER MILLION THE@TER SEASON 夢にかけるRainbow                      | エンジェルスターズ | 「夢にかけるRainbow」 | ゲーム『アイドルマスター ミリオンライブ！ シアターデイズ』関連曲       |
| 9月28日  | THE IDOLM@STER MILLION LIVE! M@STER SPARKLE2 09                              | 北上麗花（平山笑美） | 「ふたり繋ぐ星座」 | ゲーム『アイドルマスター ミリオンライブ！ シアターデイズ』関連曲       |
| 12月14日 | THE IDOLM@STER MILLION THE@TER VARIETY 02                                    | 矢吹可奈（木戸衣吹）、伊吹翼（Machico）、天空橋朋花（小岩井ことり）、北上麗花（平山笑美）、双海真美（下田麻美） | 「ミスティック・セレモニーへの招待状」 | ゲーム『アイドルマスター ミリオンライブ！ シアターデイズ』関連曲       |
| 12月14日 | THE IDOLM@STER MILLION THE@TER VARIETY 02                                    | 765 MILLION ALLSTARS | 「Brand New Theater! 〜Brand New Year Ver.〜」 | ゲーム『アイドルマスター ミリオンライブ！ シアターデイズ』関連曲       |
| 2023年   |                                                                              | | |                                                                        |
| 1月14日  | THE IDOLM@STER LIVE THE@TER SOLO COLLECTION 11 Angel Stars                   | 北上麗花（平山笑美） | 「フシギトラベラー」 | ゲーム『アイドルマスター ミリオンライブ！ シアターデイズ』関連曲       |
| 2月22日  | THE IDOLM@STER MILLION THE@TER SEASON FINAL                                  | 秋月律子（若林直美）、七尾百合子（伊藤美来）、北上麗花（平山笑美）、島原エレナ（角元明日香）、馬場このみ（高橋ミナミ） | 「Supersonic Booster!」 | ゲーム『アイドルマスター ミリオンライブ！ シアターデイズ』関連曲       |
| 3月23日  | THE IDOLM@STER 765 MILLION ALLSTARS BEST                                     | 765 MILLION ALLSTARS | 「Thank You!（765 MILLION ALLSTARS ver.）」 「夢にかけるRainbow（Brand New Ver.）」 「Crossing!」                                                                                                  | ゲーム『アイドルマスター ミリオンライブ！ シアターデイズ』関連曲       |
| 3月23日  | THE IDOLM@STER LIVE THE@TER BEST                                             | BlueMoon Harmony | 「brave HARMONY（Brand New Ver.）」 | ゲーム『アイドルマスター ミリオンライブ！ シアターデイズ』関連曲       |
| 4月22日  | THE IDOLM@STER LIVE THE@TER SOLO COLLECTION 12 Angel Stars                   | 北上麗花（平山笑美） | 「待ちぼうけのLacrima」 | ゲーム『アイドルマスター ミリオンライブ！ シアターデイズ』関連曲       |
| 7月26日  | THE IDOLM@STER MILLION LIVE! グッドサイン                                    | 765 MILLION ALLSTARS | 「グッドサイン」 | ゲーム『アイドルマスター ミリオンライブ！ シアターデイズ』関連曲       |
| 7月26日  | THE IDOLM@STER MILLION LIVE! グッドサイン                                    | エンジェルスターズ | 「グッドサイン」 | ゲーム『アイドルマスター ミリオンライブ！ シアターデイズ』関連曲       |
| 8月23日  | THE IDOLM@STER MILLION ANIMATION THE@TER『Rat A Tat!!!』                     | MILLIONSTARS | 「Rat A Tat!!!」 | テレビアニメ『アイドルマスター ミリオンライブ！』オープニングテーマ    |
| 8月23日  | THE IDOLM@STER MILLION ANIMATION THE@TER『Rat A Tat!!!』                     | MILLIONSTARS | 「セブンカウント」 | テレビアニメ『アイドルマスター ミリオンライブ！』イメージソング        |
| 9月27日  | THE IDOLM@STER MILLION THE@TER VARIETY 04                                    | 三浦あずさ（たかはし智秋）、二階堂千鶴（野村香菜子）、四条貴音（原由実）、北上麗花（平山笑美）、豊川風花（末柄里恵） | 「カンパリーナ♡」 | ゲーム『アイドルマスター ミリオンライブ！ シアターデイズ』関連曲       |
| 10月25日 | THE IDOLM@STER MILLION ANIMATION THE@TER MILLIONSTARS Team7th『トワラー』    | MILLIONSTARS Team7th | 「トワラー」 | テレビアニメ『アイドルマスター ミリオンライブ！』関連曲                |
| 12月30日 | 100% Orange Juice - Character Song Pack: Star Baker Breaker                  | スターブレイカー（平山笑美） | 「Star Baker Breaker」 | ゲーム『100%おれんじじゅ〜すっ！』関連曲                               |
| 2024年   |                                                                              | | |                                                                        |
| 1月31日  | THE IDOLM@STER MILLION C@STING 02 エンダーエンダー                           | 北上麗花（平山笑美）、舞浜歩（戸田めぐみ）、ロコ（中村温姫）、伊吹翼（Machico）、箱崎星梨花（麻倉もも） | 「エンダーエンダー」 | ゲーム『アイドルマスター ミリオンライブ！ シアターデイズ』関連曲       |
| 2月21日  | THE IDOLM@STER MILLION ANIMATION THE@TER START THE DREAM                     | MILLIONSTARS | 「REFRAIN REL@TION」 「Brand New Theater!」 | テレビアニメ『アイドルマスター ミリオンライブ！』挿入歌                |
| 2月21日  | THE IDOLM@STER MILLION ANIMATION THE@TER START THE DREAM                     | MILLIONSTARS | 「Thank You!（Acoustic ver.）」 | テレビアニメ『アイドルマスター ミリオンライブ！』挿入歌                |
| 2月24日  | THE IDOLM@STER LIVE THE@TER SOLO COLLECTION 「REFRAIN REL@TION」 Angel Stars | 北上麗花（平山笑美） | 「REFRAIN REL@TION」 | テレビアニメ『アイドルマスター ミリオンライブ！』関連曲                |
| 3月29日  | アイドルマスター ミリオンライブ！ BD 特装版第3巻 特典CD                      | MILLIONSTARS Team7th | 「Rat A Tat!!!」 | テレビアニメ『アイドルマスター ミリオンライブ！』関連曲                |
| 7⽉31⽇  | THE IDOLM@STER MILLION LIVE! 7Days A Week!!                                  | 765 MILLION ALLSTARS | 「7Days A Week!!」 「DIAMOND DAYS」 | ゲーム『アイドルマスター ミリオンライブ！ シアターデイズ』関連曲       |
| 7⽉31⽇  | THE IDOLM@STER MILLION LIVE! 7Days A Week!!                                  | 北上麗花（平山笑美）、舞浜歩（戸田めぐみ）、ロコ（中村温姫）、伊吹翼（Machico）、箱崎星梨花（麻倉もも） | 「DIAMOND DAYS」 | ゲーム『アイドルマスター ミリオンライブ！ シアターデイズ』関連曲       |
| 7⽉31⽇  | THE IDOLM@STER LIVE THE@TER SOLO COLLECTION 「DIAMOND DAYS」 ANGEL STARS     | 北上麗花（平山笑美） | 「DIAMOND DAYS」 | ゲーム『アイドルマスター ミリオンライブ！ シアターデイズ』関連曲       |
| 2025年   |                                                                              | | |                                                                        |
| 2月26日  | THE IDOLM@STER MILLION MOVEMENT OF STARDOM ROAD 07 All Alone                 | エミリー・スチュアート（郁原ゆう）、北上麗花（平山笑美）、春日未来（山崎はるか）、北沢志保（雨宮天） | 「All Alone」 | ゲーム『アイドルマスター ミリオンライブ！ シアターデイズ』関連曲       |

### その他参加楽曲
| 発売日         | 商品名                                                        | 歌                     | 楽曲                                      | 備考                                                 |
| -------------- | ------------------------------------------------------------- | ---------------------- | ----------------------------------------- | ---------------------------------------------------- |
| 2010年8月27日  | AngelRing 〜繋げようよ 恋のリング〜                           | Cy-Rim Project         | 「AngelRing 〜繋げようよ 恋のリング〜」   | ゲーム『AngelRing』オープニングテーマ                |
| 2010年8月27日  | AngelRing 〜繋げようよ 恋のリング〜                           | Cy-Rim Project         | 「ずっと二人で…」                         | ゲーム『AngelRing』エンディングテーマ                |
| 2010年9月24日  | Orange Memories 初回版同梱特典 オリジナルサウンドトラック     | Emi                    | 「玉繭の時の中で」                        | ゲーム『Orange Memories』エンディングテーマ          |
| 2014年         | -                                                             | 平山笑美               | 「オープニング曲」                        | テレビドラマ『スイートフェアリー』オープニングテーマ |
| 2014年         | -                                                             | 平山笑美、佐々木ミチル | 「PARADE! 〜お菓子大好き☆〜」             | テレビドラマ『スイートフェアリー』エンディングテーマ |
| 2015年10月17日 | -                                                             | 平山笑美               | 「タグポーポーにのって」                  | テレビアニメ『猫のダヤン』オープニングテーマ         |
| 2017年7月31日  | 罪喰い 〜花は謳う〜                                           | 平山笑美、鈴葉ユミ     | 「花は謳う」                              | ドラマCD『罪喰い 〜花は謳う〜』挿入歌                |
| 2017年9月13日  | Song of Memories キャラクターソングアルバム「Remember with…」 | 平山笑美               | 「ホシキミ。」                            | ゲーム『Song of Memories』エンディングテーマ         |
| 2018年7月27日  | PRESTAR THE BEST vol.1                                        | 平山笑美               | 「*kanau*」                               |                                                      |
| 2018年7月27日  | PRESTAR THE BEST vol.1                                        | 平山笑美               | 「飛び出せば世界色づいて」                | ゲーム『克莉丝的炎之信仰』オープニングテーマ         |
| 2018年7月27日  | PRESTAR THE BEST vol.1                                        | 平山笑美               | 「SACRED WINGS」                          | ゲーム『萌え萌え2次大戦（略）3』劇中歌               |
| 2018年12月30日 | ピコピコブー                                                  | 平山笑美               | 「ピコピコブー」                          |                                                      |
| 2019年8月12日  | Link to Party!                                                | 桐谷蝶々、平山笑美     | 「Link to Party!」 「帰り道は茜色だった」 | オンラインサロン『Fluffy party』関連曲               |
| 2022年         | [ 注 7 ]                                                      | 平山笑美               | 「イィイィトレイン」                      | テレビアニメ『お昼のショッカーさん』挿入歌           |

## イベント

### ワンマンライブ
| 出演日               | タイトル                                             | 会場                       |
| -------------------- | ---------------------------------------------------- | -------------------------- |
| 2019年12月13日・14日 | #PIRAMIRiSE 〜Connecting The Smile〜                 | WOMB LIVE（東京都）        |
| 2023年9月24日        | New Anniversary                                      | 横浜1000CLUB（神奈川県）   |
| 2024年9月29日        | AIR                                                  | TIAT SKY HALL（東京都）    |
| 2025年4月30日        | EMI HIRAYAMA AcousticLIVE2025 -Sing Spring Serenade- | ホテルフランクス（千葉県） |